# Aguilafuente (kommun)
Aguilafuente är en kommun i Spanien.   Den ligger i provinsen Provincia de Segovia och regionen Kastilien och Leon, i den centrala delen av landet, 100 km norr om huvudstaden Madrid. Antalet invånare är 679.

## Källor

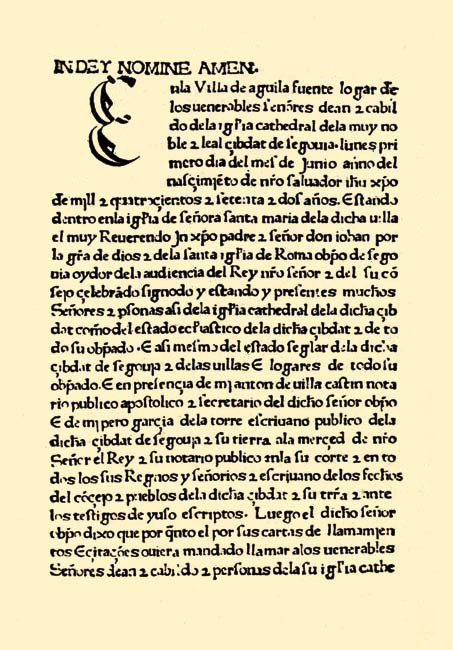
Sinodal de Aguilafuente (Juan Párix, 1472).